# 气旋艾尔西亚
强烈热带气旋艾尔西亚，在1971年耶诞节前夕吹袭澳大利亚昆士兰州。是有纪录以来袭击汤斯维尔地区的最强热带气旋，北昆士兰州部分地区因此变得满目疮痍。艾尔西亚是1971–1972年澳大利亚海域气旋季形成的第四个天气系统和第二个强烈热带气旋，于12月19日在所罗门群岛附近成型并向西南方向穿越珊瑚海，最终达到的最高强度为十分钟持续风速每小时130公里，按澳大利亚海域气旋等级属三级强烈热带气旋。澳大利亚东部标准时间12月24日上午九点，艾尔西亚从汤斯维尔以北约50公里的罗林斯通附近吹袭昆士兰州海岸。早期气象卫星仅在气旋形成阶段提供少量信息，但风暴的登陆过程受到陆基雷达的密切监测，数据表明艾尔西亚此时正处眼墙置换循环。气旋转向西南，在昆士兰州中部和西部降下瓢泼大雨。12月26日，风暴返回开放水域上空，经过短时间的再度增强最终于12月29日消散。
艾尔西亚登岸期间产生时速高达215公里的阵风，对汤斯维尔周边构成重大破坏。附近的磁岛基本沦为废墟，几乎没有建筑保持完好。昆士兰州本土的风暴潮高达3.66米，大浪将公路和海塘摧毁。沿海地区侵蚀严重，海滩向内陆退缩15.8米之多。汤斯维尔成千上万的民居受到破坏，部分毁于一旦。屋顶普遍受损，特别是建筑质量欠佳或未经加固的灾情严重。面对艾尔西亚造成的打击，昆士兰州开始制订全州通用的建筑规范，要求新建民房能够抵抗气旋袭击，汤斯维尔随后成为澳大利亚第一个采用增强建筑标准的地区。除沿海外，风暴还在昆士兰州内陆引起大面积区域河水泛滥，该州西部大部分主干道交通被洪水切断，成百上千户居民背井离乡前往海拔更高的地区。气旋过去后，澳大利亚陆军六百名军人赶赴汤斯维尔和磁岛协助救灾，昆士兰州及澳大利亚联邦政府均向救灾基金捐款。艾尔西亚共计造成三人死亡，经济损失达1.2亿澳大利亚元。

## 发展历程
1971年12月中旬，所罗门群岛附近的雷暴活动范围逐渐扩大，这片扰动天气便是气旋艾尔西亚的源头。由于缺乏观测报告和足够的气象卫星图像，风暴具体成因及早期发展过程尚无定论，据信扰动天气是在12月19日缓慢进入珊瑚海期间组织成热带低气压。位于布里斯班的澳大利亚气象局热带气旋警报中心认为，系统于协调世界时12月20日早上六点在霍尼亚拉西南方向不到三百公里海域达到热带气旋强度。12月21日晚23点前不久，美国八号卫星图像最早显示艾尔西亚正发展出类风眼结构特征。风暴围绕南面的副热带高压脊向西南移动，逼近昆士兰州海岸同时也稳步增强。次日下午六点，气旋达到十分钟持续风速每小时130公里的最高强度，按澳大利亚海域分级属三级强烈热带气旋。汤斯维尔机场测得971.5毫巴（百帕，28.69英寸汞柱）气压值，比其他测量数值都低，结合32公里的最大风速半径及外界环境气压，估计艾尔西亚的中心最低气压为952毫巴（百帕，28.1英寸汞柱）。

艾尔西亚登陆前的雷达图像，可以看到同心风眼墙。

12月22日晚，风暴从利胡礁（Lihou Reef）北侧经过，此时卫星图像上的风眼依然模糊，被卷云遮挡。次日清晨，艾尔西亚从费林德斯礁（Flinders Reef）的自动气象站南侧不远处掠过。12月23日晚23点（澳大利亚东部标准时间12月24日上午九点），气旋从汤斯维尔以北约50公里的罗林斯通（Rollingstone）附近登陆，估计此前艾尔西亚还在继续增强。汤斯维尔和附近磁岛此时位于艾尔西亚风速较为强劲的左前象限。风暴同南面的高气压区形成很大的气压差，所以烈风强度风场从气旋中心向南大幅扩张。陆基雷达图像表明，艾尔西亚登岸期间正经历眼墙置换循环，中心周围已有两层包含强烈雷暴的同心云系环绕。最强风力位于逐渐紧缩的外层风眼墙下方，21至23点，内层风眼墙逐渐消散，外层风眼墙直径从55公里收缩至39公里，受此影响，最强风力位置一度逐渐远离中心。
艾尔西亚登陆后急剧减弱并继续向西南前进，从查特斯堡市（Charters Towers City）北侧近郊经过，同时在昆士兰州内陆继续降下暴雨。接下来风暴蜿蜒转向东南，于12月26日从玛丽伯勒和双岛岬（Double Island Point）间返回开阔水域上空，开始再度强化。12月28日午夜0点，气旋强度达到第三波高峰，十分钟持续风速每小时110公里，但接下来就因略朝南面转向后海面温度降低而减弱。12月29日，艾尔西亚在塔斯曼海上空消散。

## 防灾措施
位于布里斯班的澳大利亚气象局热带气旋警报中心在风暴登陆数小时前向沿海各地发出17份气旋警告。据澳大利亚气象局记载，当地居民接到警报后有20小时完成疏散。12月23日晚，昆士兰州警方及应急机构工作人员均已获知艾尔西亚逼近的消息。昆士兰州曾于1970年1月受到气旋阿达重创，促使人们更加重视预警和防灾，所以艾尔西亚造成的人员伤亡较少。不过，灾民仍然批评气象机构和地方广播新闻电台发布信息不清晰、不及时，有时甚至相互矛盾，导致大范围混乱。汤斯维尔当地发布警报的时间比起热带气旋警报中心存在重大延误，相关部门因此考虑在更靠近北昆士兰州的地方设立警报中心。

## 影响
气旋艾尔西亚共造成近1.2亿澳大利亚元的经济损失，考虑经济增长和通货膨胀后相当于2012年的6.48亿澳大利亚元。所有受灾地区共有三人死亡，257人受伤，其中大部分是被空中掉落的瓦砾砸伤。风暴期间汤斯维尔有十人失踪，其中九人所乘的三艘船不知所踪，一人的汽车被高涨的河水吞没，所幸十人之后全部安全返回。

### 磁岛
磁岛的阵风时速高达215公里，估计岛上九成建筑受到一定程度破坏，而且“没有哪棵树上还有树叶”。岛上主城镇野餐湾（Picnic Bay, Queensland）灾情尤为严重，某酒店餐厅风暴期间没有出现严重结构损伤，约有一百人在此躲避，65人圣诞节当天也一直留在这里。奈利湾（Nelly Bay）和阿卡迪亚（Arcadia）分别有约六成和四成房屋夷为平地。马蹄湾（Horseshoe Bay）一名女子死于建筑坍塌，全村150套房屋仅有八套留存。磁岛的供电几乎完全中断，连接本土的输水管道受损后，岛上只能严格配给供水直至管道修复，全岛风暴期间约有30人受伤，损失数额达到两百万澳大利亚元。

### 昆士兰州沿海

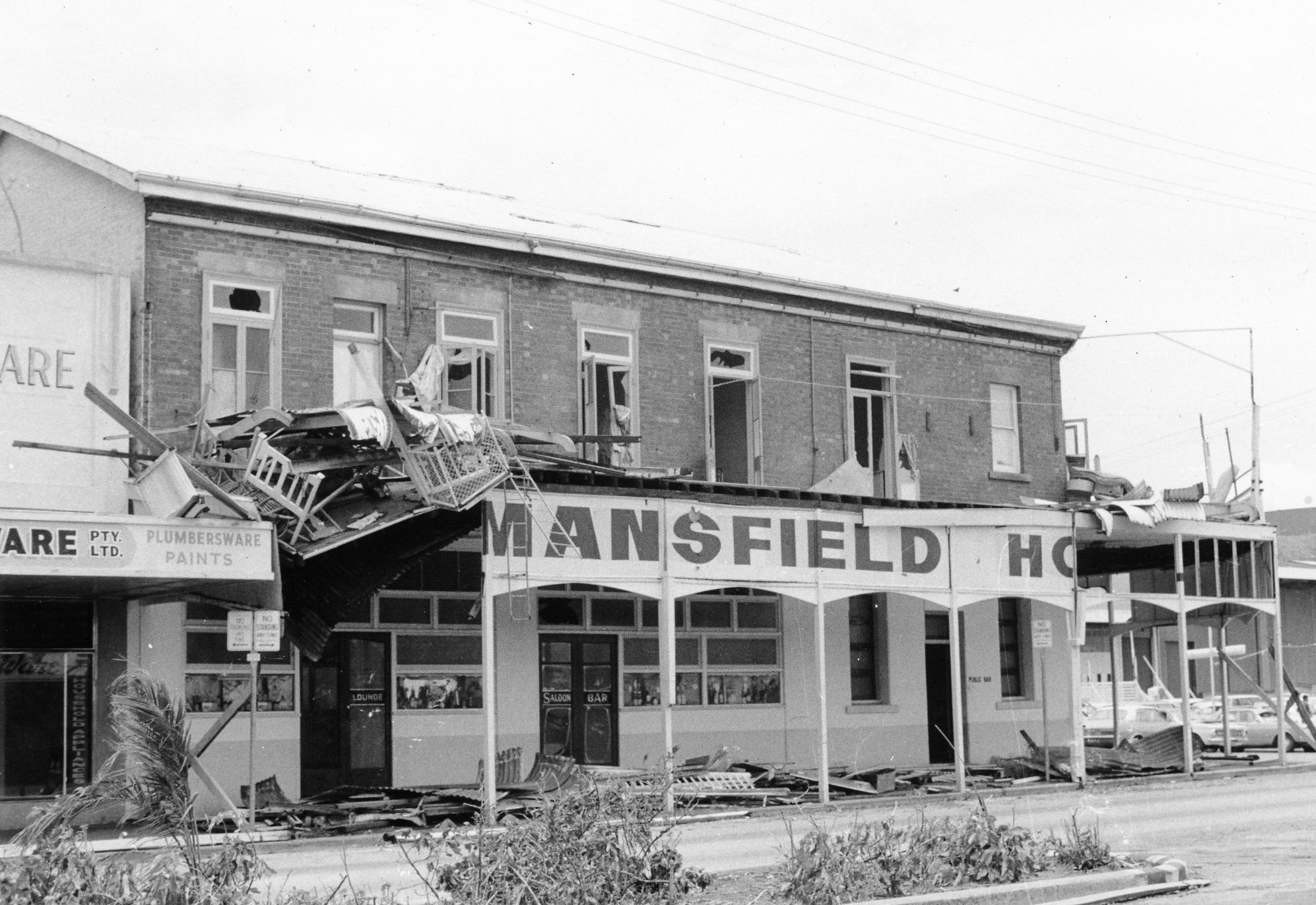
汤斯维尔受风暴破坏的旅店

艾尔西亚是有纪录以来袭击汤斯维尔地区的最强热带气旋，在历史上所有曾吹袭昆士兰州海岸的风暴中依然非常强劲。汤斯维尔机场所测持续风速为每小时139公里，阵风时速更达196公里，考虑到风速计部分受到上风口的城堡山（Castle Hill）阻挡，因此实际风力可能更强。风暴把很粗的钢质电线杆掰弯，将房屋刮离地基，还把所有树叶一扫而空。四处飞散的瓦砾仿佛枪弹般穿入纤维水泥墙，部分房屋的整个屋顶被掀，砸在车辆或其他建筑上，风暴还导致大范围停电。气旋过后对汤斯维尔6000套房屋的统计结果显示，约有0.7%被彻底摧毁，1.7%损伤严重但尚可修复，13.3%受轻度破坏，另有来源估计受损及被毁房屋共占六成之多。艾尔西亚过境数月后，汤斯维尔市政府称约有200套房屋夷为平地（约占1%），另有600套不能入住，多达4000套受损。除昆士兰州住房委员会的两百套住宅外，战事服务之家委员会在汤斯维尔修建的七百套住宅中也有五百套受损或被毁。风暴单对政府所有的建筑就造成至少六百万澳大利亚元损失。艾尔西亚还在汤斯维尔夺走两条人命，一名男子死于住房倒塌，另一人因压力引发心脏病身亡。
虽然气旋来袭时接近退潮，但巨浪结合高涨的风暴潮依然对沿海大面积地区构成破坏。汤斯维尔港测得2.9米的风暴潮，罗斯河（Ross River）水位暴涨2.7米，将城内多条街道淹没。河上一条驳船从停泊处脱开，然后与多条小船相撞，造成重大损失。各地以图拉吉亚（Toolakea）风暴潮最高，估计达3.66米。除风暴潮外，海浪引起的破坏也很严重。包括帕拉伦达角（Cape Pallarenda）在内多地的海塘和沿海道路被海浪冲毁。强劲的水流致使汤斯维尔至图拉吉亚之间海滩严重侵蚀，艾尔西亚中心以北的大棕榈群岛也因西南风导致严重侵蚀。帕拉伦达（Pallarenda）至罗威湾（Rowes Bay）之间海滩因侵蚀向内陆退缩15.8米之多，风暴登陆点附近的拜尔戈尔海滩（Balgal Beach）也有12米。气旋中心以北地区的风暴潮高度急剧下降，但南面持续保持高位，南方远至麦凯地区的水位都超过正常水平。
风暴潮将帕拉伦达公路上的车辆卷走，还把民宅淹没，约四成寓所不能再住人。部分树木倒塌，输电线路中断，几乎所有建筑都失去屋顶，经济损失约一百万澳大利亚元。桑德斯海滩（Saunders Beach）的大风卷起沙粒，剥落树皮之余还把房屋的油漆刮掉。汤斯维尔地区雨量普遍达到145至200毫米，其中大部分都是在气旋进入内陆后所下。大量建筑的屋顶受损又进一步导致内墙、电线和私人物品受到雨水严重破坏。狂风暴雨令澳大利亚皇家空军汤斯维尔基地的仓储设施受损严重，基地内四架直升机被毁。汤斯维尔在风暴过后几周持续降下瓢泼大雨，排水渠被垃圾阻塞并引发洪灾。伯德金河本已泛滥成灾，一月初来袭的气旋布朗温更对灾情雪上加霜。

### 昆士兰州内陆
昆士兰州内陆地区仅12小时就降下250毫米雨量，创下15年来的新纪录。降水对部分干旱地区的农户利大于弊，但该州西部和南部依然有大范围区域爆发山洪。不断上涨的洪水致使多个社区与世隔绝，成百上千户居民被迫离开家园。部分居民唯有带上能够打捞上来的任何食粮乘船逃往海拔更高的地区。瓦雷戈河（Warrego River）泛滥成灾，将瓦雷戈公路（Warrego Highway）和米歇尔公路（Mitchell Highway）靠近沙勒维尔（Charleville）部分路段冲毁，昆士兰州西部大部分主干道因洪水无法通行。该州西南部成百上千的民宅被淹，除公路受损外，艾尔西亚还扰乱当地铁路和空中运输。离开汤斯维尔的铁路被1.5米深的洪水淹没，多个机场被迫关闭。此后风暴返回开阔水域期间又在该州南部沿海地区降下超过200毫米雨量。暴雨引发地表径流并顺流而下，南部地区的洪灾一直持续到一月上旬。气旋外围雨带在鲍恩（Bowen）催生出两场龙卷风，导致建筑和植被受损。此外，艾尔西亚很大程度上还促使悉尼郊区在12月25日发生雷暴并造成破坏。

## 善后

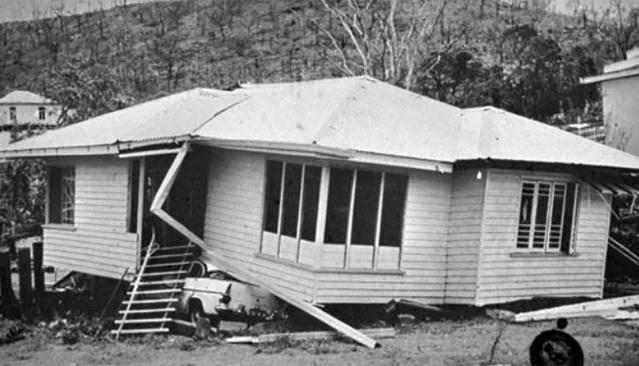
位于汤斯维尔的这幢房屋在狂风下脱离地基并砸在汽车上

汤斯维尔地区风暴过后进入紧急状态，无家可归的84人马上获得总额7000澳大利亚元的紧急援助金。救世军在气旋过后马上开始收集并分发捐献的衣物，同时向成百上千的灾民提供熟食。澳大利亚总理威廉·麦克马洪迅速抵达汤斯维尔评估灾情，并授权向灾民分配紧急补助。12月底，政府官员宣布州及联邦政府共同向个人提供重建补助，金额从一千至四千澳大利亚元不等，而且不久后便考虑加大拨款，支付房屋重建的全部开支。汤斯维尔市政府收到2.5万澳大利亚元特别补助金，用于在新学年开始前修复学校。截至12月27日，昆士兰州各广播电台及其他机构在为灾区寻求帮助期间共获得15万澳大利亚元私人捐款。西澳大利亚州政府提供7.2万澳大利亚元救灾基金，塔斯马尼亚州政府捐出两千澳大利亚元。昆士兰州估计花费550至600万澳大利亚元用于重建，这笔款项最终由澳大利亚联邦政府承担。
包括130名工兵在内的600名澳大利亚陆军军人取消圣诞假期并进驻汤斯维尔的拉瓦拉克兵营，协助当地救灾工作。所有军人分成30组，各自负责不同地区。应昆士兰州总理约翰·比耶克-彼得森（Joh Bjelke-Petersen）委托，澳大利亚皇家军团第一营花费十天时间在磁岛协助清理和重建。应急交通用具、发电机、冰箱、口粮及其他重要物资同专业人员一起运抵磁岛，岛上出现数例肠胃炎病例后，医务人员迅速前往控制疫情。为表彰皇家陆军在救灾过程中的贡献，汤斯维尔市政府在该市澳新军团纪念馆（Anzac Memorial Park）立起纪念牌匾。淹没道路的洪水持久不退，导致重建工作一度延迟，但灾民在风暴过后数天内就拿到约2000块苫布，用于遮挡受损房屋和建筑材料，尽快开始修复。截至一月初，澳大利亚皇家空军共往汤斯维尔地区空运225吨应急物资。灾后部分地区发生零星抢劫案，部分商家涉嫌哄抬物价受到调查。面对气旋造成的严重影响，名称“艾尔西亚”（Althea）在气旋季结束后退役，以后永远都不会再在澳大利亚海域热带气旋命名时采用。
许多受损的房屋建筑质量不佳，为此有关部门风暴过后开展工程研究，对建筑承受高强度风力所需设计荷载获得全新认识。大部分建筑损伤都源自紧固系统和屋顶覆载设计不合理，昆士兰州乃至全澳大利亚此后都开始寻求更加严格的建筑规范。三年后，北领地达尔亚受到气旋崔西重创，促使澳大利亚制订更高标准的建筑规范。崔西摧毁的许多建筑都是艾尔西亚过去后按新规范修建的政府住房，表明研究工作仍然任重道远。1975年，昆士兰州发布首份全州通用的建筑法规，到了20世纪80年代中期，新版昆士兰州房屋建筑规范已在全州范围采纳。根据新法，屋顶需用螺栓和加强紧固件牢牢固定。汤斯维尔因建筑质量不佳在此次风暴中损失惨重，因此成为全国第一个颁布新建筑标准的地区，还为将来的修订提供试验场。面对艾尔西亚和崔西造成的破坏，詹姆士库克大学汤斯维尔校区于1977年设立风害研究机构“气旋测试站”。